# Морозов, Сергей Сергеевич (учёный)
Сергей Сергеевич Морозов (28 января 1898, Малоархангельск, Орловская губерния — 27 ноября 1971, Москва, похоронен на Котляковском кладбище) — русский, советский инженер-геолог, почвовед, грунтовед, географ, профессор кафедры грунтоведения и инженерной геологии геологического ф-та МГУ (1947—1971), доктор геолого-минералогических наук (1946), зав. кафедрой грунтоведения МГУ (1942—1954), Заслуженный деятель науки РСФСР (1967).

## Биография
Родился в семье служащего. В 1923 г. С. С. Морозов поступил на естественное отделение физико-математического факультета МГУ и в 1929 г. окончил его по специальности «почвоведение». В 1930 г. поступил в аспирантуру при НИИ почвоведения МГУ, где выполнил под руководством профессора В. В. Геммерлинга и защитил кандидатскую диссертацию на тему: «К вопросу о генезисе минеральной части почвенного поглощающего комплекса» (1935).
Вместе с М. М. Филатовым С. С. Морозов участвовал в создании кафедры грунтоведения в МГУ (1938), на которой работал все последующие годы.
С. С. Морозов возглавил кафедру грунтоведения с 1942 г. после кончины М. М. Филатова.
В 1946 г. С. С. Морозов защитил докторскую диссертацию на тему «Почвы и грунты Калининской области». В 1947 г. он был утвержден в звании профессора МГУ и активно занялся организационной, учебной и научно-исследовательской работой на кафедре.
В 1950—1954 гг. он вместе с Е. М. Сергеевым, П. Ф. Мельниковым, П. И. Фадеевым, С. С. Поляковым, Л. Г. Рекшинской и др. сотрудниками, а также студентами и аспирантами был участником Каракумской экспедиции кафедры грунтоведения МГУ.
В 1954 г. С. С. Морозов являлся научным консультантом Обской экспедиции, принимал участие в полевых исследованиях в долине р. Оби.

## Научная деятельность
С. С. Морозов опубликовал около 150 работ по различным проблемам грунтоведения и почвоведения, а также по истории науки. В области грунтоведения он изучал генезис и инженерно-геологические особенности лёссовых пород; детально исследовал лёссы и лёссовидные породы европейской части СССР и Средней Азии. Он последовательно развивал представления А. П. Павлова о том, что лёссовые породы могут иметь различный генезис, в зависимости от которого изменяются их состав, структура и текстура; показал, что совокупность данных о минеральном, гранулометрическом и микроагрегатном составе лёссовых пород может быть использована при решении вопроса об их генезисе; определил взаимосвязь минерального состава и дисперсности у лёссовых пород; установил, что набухаемость и усадка грунтов определяются содержанием в них частиц микронного и меньшего размера; создал гранулометрическую классификацию лёссовых грунтов (1964, получившую широкую известность).
С. С. Морозов разработал основы нового научного направления — технической мелиорации грунтов. Он создал на геологическом факультете МГУ и возглавил проблемную лабораторию «Исследование влияния геологических факторов на физико-химическое закрепление грунтов» (1960—1971). Разработал вопросы, связанные с улучшением свойств грунтов путём нарушения их естественной структуры, закрепления и уплотнения методами цементации и обжига, что было особенно важно для гидротехнического, мелиоративного, дорожного и аэродромного строительства.

## Педагогическая деятельность
С. С. Морозов создал и читал в МГУ на протяжении ряда лет учебные курсы «Генетическое и региональное грунтоведение», «Техническая мелиорация грунтов», «Грунты СССР». Воспитал в МГУ большую школу грунтоведов и специалистов по технической мелиорации грунтов, среди которых Л. В. Гончарова, Р. И. Злочевская, И. А. Брилинг, В. И. Баранова, В. П. Ананьев, В. Г. Самойлов, В. И. Васильева, Е. С. Дацько, Н. Г. Дьячкова и многие др. учёные, внёсшие существенный вклад в развитие грунтоведения и технической мелиорации грунтов.

## Награды
С. С. Морозов за большие научные заслуги был награждён орденом «Знак Почёта». Ему было присвоено почётное звание Заслуженный деятель науки РСФСР (1967).

## Основные труды
- Морозов С. С. Почвы и условия почвообразования в Калининской обл. // Уч. записки МГУ. — 1939. — Вып.29, географ. — — С. 5-32.
- Морозов С. С. Зависимость физических и механических свойств грунтов от состава обменных катионов. // Уч. зап. Моск. ун-та. — 1946. — Вып. 105, почвовед. Кн.2. — С. 122—143.
- Морозов С. С., Полтев Н. Ф., Самойлов В. Г. К вопросу создания водоёмов в ЦЧО на сильнофильтрующих грунтах // Вестн. МГУ. — 1951. — Вып.8, сер. физ-мат. и естеств. наук. — № 12.
- Морозов С. С. Опыт придания некоторым грунтам механической прочности, водостойкости и морозостойкости добавками портланд-цемента // Грунтоведение. — М.: Изд-во МГУ, 1953. — Кн. 3: Вопр. технич. мелиорации. — С. 3-101.
- Морозов С. С. Строительство лесовозных автомобильных дорог из стабилизированного грунта. — М., Гослесбумиздат, 1960;
- Морозов С. С. Материалы по региональному грунтоведению. — М.: Изд-во МГУ, 1964.- 154 с.
- Морозов С. С., Дьячкова Н. Г. Изменение состава и свойств подзолистых и подзолисто-болотных суглинистых почв в результате удаления из них частиц 0.001 мм // Вопр. инж. геол. и грунтоведения. — М.: Изд-во МГУ, 1968. — Вып. 2. — С. 386—400.
- Морозов С. С., Васильева В. И., Дьячкова Н. Г. Изменение микроагрегатного состава и физико-механических свойств грунтов при взаимодействии с растворами солей, кислот и щёлочей // Вопр. инж. геол. и грунтоведения. — М.: Изд-во МГУ, 1968. — Вып. 2. — С. 401—415.